# Safiuddin Ahmed
Pour les articles homonymes, voir Ahmed.
Safiuddin Ahmed, né le 23 juin 1922 à Calcutta et mort le 20 mai 2012, est un peintre, graveur bangladais. Il a été le pionnier de l'estampe au Bangladesh. Il a également joué un rôle important (Zainul Abedin) dans la fondation du Dhaka Art College, devenu l'Institute of Fine Arts (institut des beaux-arts) de l'university de Dhaka.

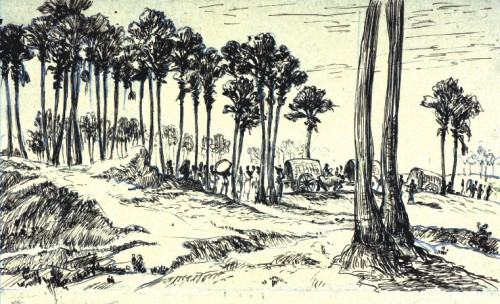
Santiniketan, 1945.